# La Mort du jeune poète
Pour plus de détails, voir Fiche technique et Distribution.
La Mort du jeune poète est un court métrage français écrit, produit et réalisé par Dominique Delouche, sorti en 1974.

## Synopsis
Rome, novembre 1941. Dans une clinique de pneumologie se meurt Ion Bucur, un jeune poète roumain. À son chevet, son fidèle ami et compatriote, Eugen Drăguțescu, dessine et dessine. Au total il aura réalisé une série de trente représentations de Bucur, autant d’œuvres qui constituent le journal de bord d'une pathétique agonie...

## Fiche technique
- Réalisation et scénario : Dominique Delouche
- Commentaire : poèmes de Ion Bucur lu par Dominique Leverd
- Images au banc-titre : Arcady
- Musique : Alain Kremski
- Dessins : Eugen Drăguțescu (1941)
- Montage : Maryse Siclier
- Production et distribution : Les Films du Prieuré
- Producteur : Dominique Delouche
- Tournage : au studio Arcady
- Pays d'origine :  France
- Genre : documentaire
- Durée : 15 minutes
- Visa d'exploitation no 40926 délivré le 26 mars 1973
- Date de sortie : 1973

## Distinctions
- 1974 : Grand prix (catégorie court métrage) au Festival du film de Cork (Irlande)